# Gary (Minnesota)
Gary – miasto w Stanach Zjednoczonych, w stanie Minnesota, w hrabstwie Norman.